# Schatten der Mörder – Shadowplay
Schatten der Mörder – Shadowplay (internationale Titel Shadowplay, The Defeated) ist eine deutsch-kanadische Fernsehserie von Måns Mårlind mit Taylor Kitsch als US-amerikanischem Polizisten Max McLaughlin und Nina Hoss als deutscher Hauptkommissarin und studierter Semiologin Elsie Garten. Sie spielt im Sommer des Jahres 1946 im stark zerstörten Nachkriegs-Berlin. Am 10. Oktober 2020 hatte die Serienproduktion ihre Weltpremiere auf dem Filmfestival Canneséries, nahm aber nicht am Wettbewerb teil. Die Originalfassung wurde in acht Folgen produziert, im ZDF fand die Erstausstrahlung der Serie jedoch in vier Episoden in Spielfilmlänge ab dem 30. Oktober 2020 statt.

## Handlung
Der Brooklyner Polizist Max McLaughlin meldet sich 1946 freiwillig, um im zerstörten Nachkriegs-Berlin beim Aufbau der Polizei zu helfen. Ganz uneigennützig ist sein Vorhaben allerdings nicht, denn Max ist auf der Suche nach seinem Bruder Moritz McLaughlin und hat die Nachricht erhalten, dass sich dieser in Berlin aufhält. Dort angekommen trifft Max auf die deutsche Polizistin Elsie Garten. Gemeinsam machen sich beide daran, einen skrupellosen Kriminellen dingfest zu machen und hinter Gitter zu bringen.
Dieser sogenannte „Engelmacher“ nutzt die Nachkriegswirren und die persönlichen Notlagen der Bevölkerung aus, um seine Verbrechen durchzuführen. Aber auch Bruder Moritz, dem Max tatsächlich wieder begegnet, hat sich anscheinend zum Verbrecher gewandelt. Auf einer Art persönlichem Rachefeldzug liquidiert dieser ehemalige Nazis, von denen er meint, dass diese es verdient hätten.
Der amerikanische Vize-Konsul Franklin lässt Nazi-Verbrecher aus der Stadt ausfliegen und erhält dafür Nazi-Beutekunst als Bezahlung.
Weil die Polizei mit McLaughlins Hilfe dem Engelmacher eng auf den Fersen ist, geht dieser zum Gegenangriff über. Eine Bombe explodiert im Revier, und als die Überlebenden aus dem Gebäude fliehen, werden sie mit automatischen Waffen beschossen. Max kann die Schützen erschießen.
Elsie und Max gelingt es auch, den Engelmacher zu verhaften. Weil dieser aber zu viel über die Amerikaner und Briten in Deutschland weiß, können sie ihn nicht der Gerichtsbarkeit übergeben. Ein amerikanischer Geheimdienstler holt ihn in seinem Wagen ab. 
Als Elsie abends nach Hause kommt, findet sie ihren Mann dort vor, der todkrank aus dem sowjetischen Gefängnis entlassen wurde.
Moritz hat den Vize-Konsul Franklin und seine Frau entführt. Er will seinen Bruder Max „unter dem Birnenbaum“ treffen. Max findet den Bauernhof, auf dem seine deutschstämmige Mutter aufwuchs, und trifft dort auf Moritz, der den Konsul foltert, weil dieser Nazis entkommen lässt. Max schießt auf Moritz, der getroffen vom Heuboden fällt. Während Max sich um Franklins Frau kümmert, flieht Moritz trotz seiner Brustverletzung. Er ist auf dem Weg nach Italien, wo sich die Nazi-Größen über die „Rattenlinie“ nach Südamerika bringen lassen.

## Produktion und Hintergrund
Die Dreharbeiten fanden vom 29. April 2019 bis zum 13. September 2019 in Prag und Berlin statt. Die Kulissen vom zerbombten Nachkriegs-Berlin wurden auf dem Gelände einer alten Zuckerfabrik sowie einer ehemaligen Mine nachgebaut.

## Synchronisation
Die deutschsprachige Synchronisation erfolgte durch die FFS Film- & Fernseh-Synchron nach einem Dialogbuch und unter der Dialogregie von Jan Odle.
| Rolle              | Schauspieler          | Synchronsprecher      |
| ------------------ | --------------------- | --------------------- |
| Max McLaughlin     | Taylor Kitsch         | Björn Schalla         |
| Elsie Garten       | Nina Hoss             | Nina Hoss             |
| Moritz McLaughlin  | Logan Marshall-Green  | Matti Klemm           |
| Claire Franklin    | Tuppence Middleton    | Marieke Oeffinger     |
| Tom Franklin       | Michael C. Hall       | Dennis Schmidt-Foß    |
| Karin Mann         | Mala Emde             | Mala Emde             |
| Gad                | Maximilian Ehrenreich | Maximilian Ehrenreich |
| Dr. Hermann Gladow | Sebastian Koch        | Sebastian Koch        |
| Marianne           | Anne Ratte-Polle      | Anne Ratte-Polle      |
| Trude              | Lena Dörrie           | Lena Dörrie           |
| Leopold Garten     | Benjamin Sadler       | Benjamin Sadler       |
| Cassandra          | Cloé Heinrich         | Cloé Heinrich         |
| Alexander Izosimov | Ivan G'Vera           | Klaus-Dieter Klebsch  |
| Grauer Mann        | Jan Budar             | Boris Tessmann        |
| Heinlein           | Martin Wuttke         | Martin Wuttke         |

## Episodenliste
| Staffel | Folge | Originaltitel                     | Länge   |
| ------- | ----- | --------------------------------- | ------- |
| 1       | 1     | Erster Streich (First Trick)      | 51 Min. |
| 1       | 2     | Bruder Edmund (Brother of Edmund) | 58 Min. |
| 1       | 3     | Regenbögen (Rainbows)             | 55 Min. |
| 1       | 4     | Nakam                             | 57 Min. |
| 1       | 5     | Den Bauch voll (Bellyful)         | 57 Min. |
| 1       | 6     | Gesegnet (Blessed)                | 55 Min. |
| 1       | 7     | Mutti                             | 50 Min. |
| 1       | 8     | Heimkehr (Homecoming)             | 54 Min. |

## Rezeption

### Einschaltquoten
|           | Datum            | Zeit      | Zuschauer | MA     |
| --------- | ---------------- | --------- | --------- | ------ |
| Folge 1+2 | 30. Oktober 2020 | 20:15 Uhr | 3,68 Mio. | 11,8 % |
| Folge 3+4 | 31. Oktober 2020 | 20:15 Uhr | 3,06 Mio. | 10,2 % |
| Folge 5+6 | 1. November 2020 | 22:15 Uhr | 1,82 Mio. | 9,7 %  |
| Folge 7+8 | 2. November 2020 | 22:15 Uhr | 1,86 Mio. | 10,4 % |

### Kritiken
Die Serie wurde von der Kritik zwiespältig aufgenommen. Ursula Scheer schreibt in der Frankfurter Allgemeinen Zeitung, die Serie wolle „offensichtlich Babylon Berlin nacheifern“. Es sei nicht einfach „zu überblicken, was für einen Rummelplatz der unterhaltungsfilmischen Nachkriegszeit-Attraktion [die Serie] in knapp acht Stunden“ aufbaue. Herausragend sei allerdings das Ensemble, „dessen Mitglieder sogleich mühelos über die typologisierten Figurenumrisse hinauswachsen“. Carsten Heidböhmer (Stern) hält den Mehrteiler, der „ein düsteres Bild von den Menschen“ im Nachkriegsberlin zeichne, für „unbedingt sehenswert“ und zieht Parallelen zu Inglourious Basterds, Der dritte Mann und Deutschland im Jahre Null. Sylvia Staude von der Frankfurter Rundschau dagegen spricht von einer „klischeestrotzenden Serie“, in der die „Darstellerinnen und Darsteller […] nur Abziehbilder“ seien und „jeder zweite Satz […] vor Bedeutung und Pathos“ triefe.
Auf TV-Wunschliste beklagt Gian-Philip Andreas die „aus Sendersicht stets als alternativlos eingestufte Synchronisation solcher internationaler Co-Produktionen und die dabei zutage tretende Inkonsequenz“ im Prinzip als ein grundsätzliches Problem, „über das immer noch viel zu wenig gesprochen wird“, denn „so toll die von gleich sechs Castern zusammengestellte Besetzung einzeln gesehen auch ist, [...] so wenig passt sie insgesamt zusammen. Nina Hoss, Mala Emde und Anne Ratte-Polle wurden, obgleich keine Berlinerinnen, dazu verdonnert, hemmungslos zu berlinern, was mal mehr, mal weniger überzeugt. Taylor Kitsch, Michael C. Hall und Logan Marshall-Green werden dagegen von markigen Sprechern in akzentfreiem Deutsch synchronisiert. Sie sprechen ausschließlich Deutsch, selbst wenn die Amerikaner miteinander sprechen“. Dies wirke, so Andreas, „im Streaming-Zeitalter international fluktuierender Serien verschiedener Sprachherkünfte [...] nicht nur aus der Zeit gefallen, es zerstört auch inhaltlich jede Menge, weil es die Multilingualität und Vielstimmigkeit der besetzten Stadt Berlin wegbügelt“.